# Silver Stone Trophy
Die Silver Stone Trophy ist eine Eishockey-Trophäe der Internationalen Eishockey-Föderation IIHF. Sie wurde an den Sieger der European Hockey League verliehen, dem von 1996 bis 2000 höchsten Club-Wettbewerb im europäischen Eishockey. Sie diente ebenfalls als Siegerpokal des IIHF European Champions Cup (2005–2008), wobei der Sieger eine Replik des Pokals behalten konnte. Schließlich wurde sie dem Sieger der nur einmal ausgetragenen Champions Hockey League 2008/09 verliehen. 
Der Pokal wurde vom Italiener Enzo Bosi entworfen und wiegt etwa sieben Kilogramm, was ungefähr einem britischen Stein (Stone) entspricht.

## Design
Die 1997 vom Italiener Enzo Bosi entworfene Trophäe weist eine Höhe von 86 Zentimetern auf. Seit in der dritten Version von 2008 ein Sockel in Form eines Pucks mit dem Logo der Champions Hockey League hinzugefügt wurde, beträgt die Gesamthöhe 96,5 Zentimeter. Das Gewicht der Silbertrophäe ist auf einen britischen Stone – daher die Bezeichnung Silver Stone – beziffert. Dies entspricht etwa sechseinhalb Kilogramm.

## Titelträger
| European Hockey League - 1997 TPS Turku - 1998 VEU Feldkirch - 1999 HK Metallurg Magnitogorsk - 2000 HK Metallurg Magnitogorsk | European Champions Cup - 2005 HK Awangard Omsk - 2006 HK Dynamo Moskau - 2007 Ak Bars Kasan - 2008 HK Metallurg Magnitogorsk | Champions Hockey League - 2009 ZSC Lions Zürich |